# Justin Coleman
Justin Coleman (Brunswick, 27 marzo 1993) è un giocatore di football americano statunitense che militaa nel ruolo di cornerback per i Seattle Seahawks della National Football League.

## Carriera
Dopo non essere stato scelto nel Draft NFL 2015, Coleman firmò con i Minnesota Vikings. Nella sua prima stagione fece anche parte dei New England Patriots, dei Seattle Seahawks e poi fece ritorno ai Patriots con cui disputò 10 partite, facendo registrare 21 tackle e un fumble recuperato. L'anno successivo fece parte della squadra che vinse il Super Bowl LI contro gli Atlanta Falcons, pur non scendendo in campo in finale.
Il 1º settembre 2017, Coleman fu scambiato con i Seattle Seahawks per una scelta del settimo giro del Draft NFL 2018. Il 1º ottobre mise a segno il primo intercetto in carriera su Jacoby Brissett degli Indianapolis Colts, ritornando il pallone per 28 yard in touchdown. Si ripeté nel penultimo intercettando Dak Prescott dei Dallas Cowboys ritornando il pallone per 30 yard nella sua seconda marcatura stagionale.

## Palmarès

### Franchigia
- Super Bowl : 1

New England Patriots: LI
- National Football Conference Championship: 1

New England Patriots: 2016